# صدمة 48 (أغنية)

صدمة 48 (بالإنجليزية: Crash 48) أغنية سوزي كواترو المغنية وكاتبة الأغاني الأمريكية، وهي أغنيتها المنفردة الثالثة بعد نجاح «كان ذي كان Can the Can»، والأغنية صدرت ضمن ألبوم كواترو الأول وهي من كلمات وألحان الثنائي «مايك تشابمان ونيكي تشين». صدرت الأغنية مرة أخرى على البوم كواترو «ماذا يحدث What Goes Around» عام 1995. بلغ الأغنية ذروتها في المرتبة الثالثة في المملكة المتحدة في يوليو 1973، والمركز الأول في أستراليا لمدة أسبوع واحد. كما أنها احتلت المرتبة الثانية في ألمانيا، كما نجحت بشكل جيد في البلدان الأوروبية الأخرى.

## خلفية الأغنية
صدرت «صدمة 48» أغنية كواترو المنفردة الثالثة بعد انتقالها من الولايات المتحدة إلى بريطانيا. كانت قد أصدرت في الولايات المتحدة، أغنيتين فرديتين مع فرقتها «الباحثات عن المتعة The Pleasure Seekers». كانت الأغنية منذ فترة طويلة يفترض أنها تدور حول سن اليأس عند الذكور، ولم يخبر تشابمان وشين المغنية كواترو أبدًا عن موضوع هذه الأغنية، لكنها توصلت إلى تفسيرها الخاص، ومع ذلك، ووفقًا للكاتب البريطاني دي جي تايلور، فإن إحدى النظريات البديلة هي أنه بعد أن تفاخر الثنائي مايك تشابمان ونيكي تشين، بقدرتهم على كتابة «أغنية عن أي شيء»، واجه تشابمان وشين التحدي للتوصل إلى معالجة أزمة الاقتصاد الأمريكي لعام 1848.
الكلمات ملفتة للنظر ومفككة، بأسطر مثل (حسنًا، أنت لك يد رجل ووجه صبي صغير حزين) كان هذا نموذجيًا في موسيقى الجلام روك Glam rock، وهو نمط من موسيقى الروك تم تطويره في المملكة المتحدة في أوائل السبعينيات من القرن الماضي، ويؤديه موسيقيون ارتدوا أزياء ومكياج وتسريحات شعر غريبة، وأحذية ذات كعوب عالية، والكلمات فاحشة وغير منطقية في بعض الأحيان لتعزيز المظهر والصوت.

## كلمات الأغنية
حسنًا، لك يدي رجل ووجه صبي صغير حزين Well you got the hands of a man and the face of a little boy blue-ue
وعندما تقف، فأنت كبير جدًا، فهناك مشكلة فقط للنظر إليك And when you stand you're so grand there's a case just for looking at you-
أنت صغير جدًا، كان من الممكن أن تكون ابن الشيطان You're so young, you could have been the devil's son
أنت صغير جدًا، ولكنها مشكلة، سأكون حزينًة عندما تكبر وترحل You're so young, but like a hang up I'll be sad when you're old and you're gone
انتبه Watch Out
أنت تعرف أن صدمة 48 تأتي مثل وميض البرق You know the 48 Crash come like a lightning flash
وصدمة 48 عبارة عن وشاح من الحرير And the 48 Crash is a silk sash bash
صدمة 48 .. صدمة 48 48 Crash, 48 Crash
تأتي مثل وميض البرق، وميض البرق Come like a lightning flash, a lightning flash
وهي وشاح من الحرير، وشاح حريري، هذه هي صدمة 48 And it's a silk sash bash, a silk sash bash, that's the 48 Crash
لديك نوع من عقل  مثل عقل روميو صغير السن You've got the kind of a mind of a juvenile Romeo-o
وأنت أعمى لدرجة أنك قد تجد أن محركك ليس جاهزًا للانطلاق And you're so blind you could find that your motor ain't ready to go-o o-o
أنت صغير جدًا، أنت طلقة ساخنة، أنت محتال You're so young, you're a hot shot son of a gun
أنت صغير جدًا، لكنك ستتمزق قريبًا مثل مراهق غير عابيء وستنتهي You're so young, but like a teenage tearaway soon you'll be torn and you'll run

## وصلات خارجية
https://www.youtube.com/watch?v=KaIZOMFeVPk صدمة 48 (أغنية)
http://www.suziquatro.com/ صدمة 48 (أغنية)
https://www.songfacts.com/facts/suzi-quatro/48-crash صدمة 48 (أغنية)
https://www.cifraclub.com.br/suzi-quatro/48-crash/ صدمة 48 (أغنية)
https://songmeanings.com/songs/view/3530822107858700099/ صدمة 48 (أغنية)
https://tunebat.com/Info/48-Crash-Suzi-Quatro/5DPVU9xTKDC2CizYp5WXT2 صدمة 48 (أغنية)
https://secondhandsongs.com/performance/61105 صدمة 48 (أغنية)